# 安联

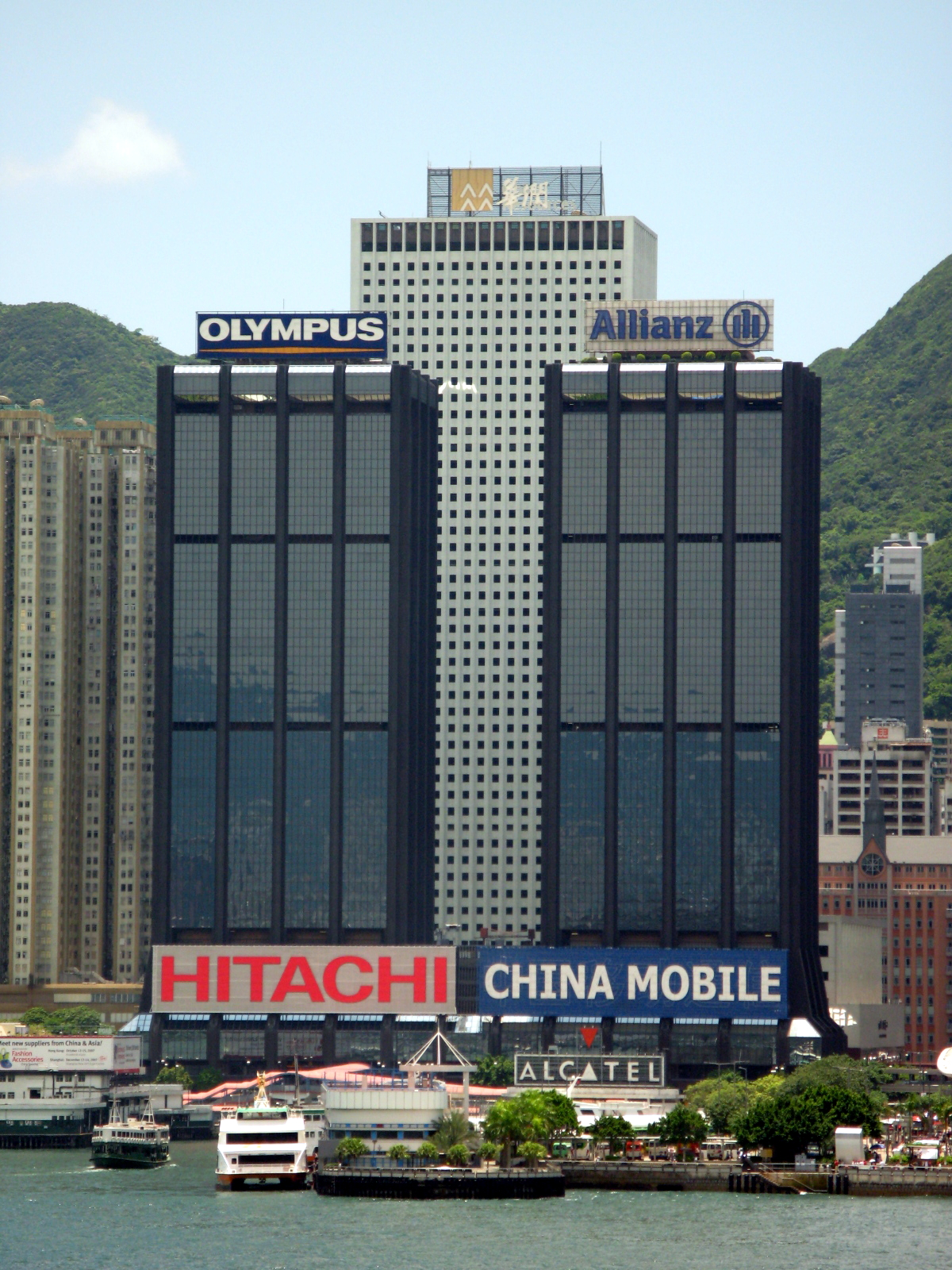
鷹君中心戶外廣告招牌

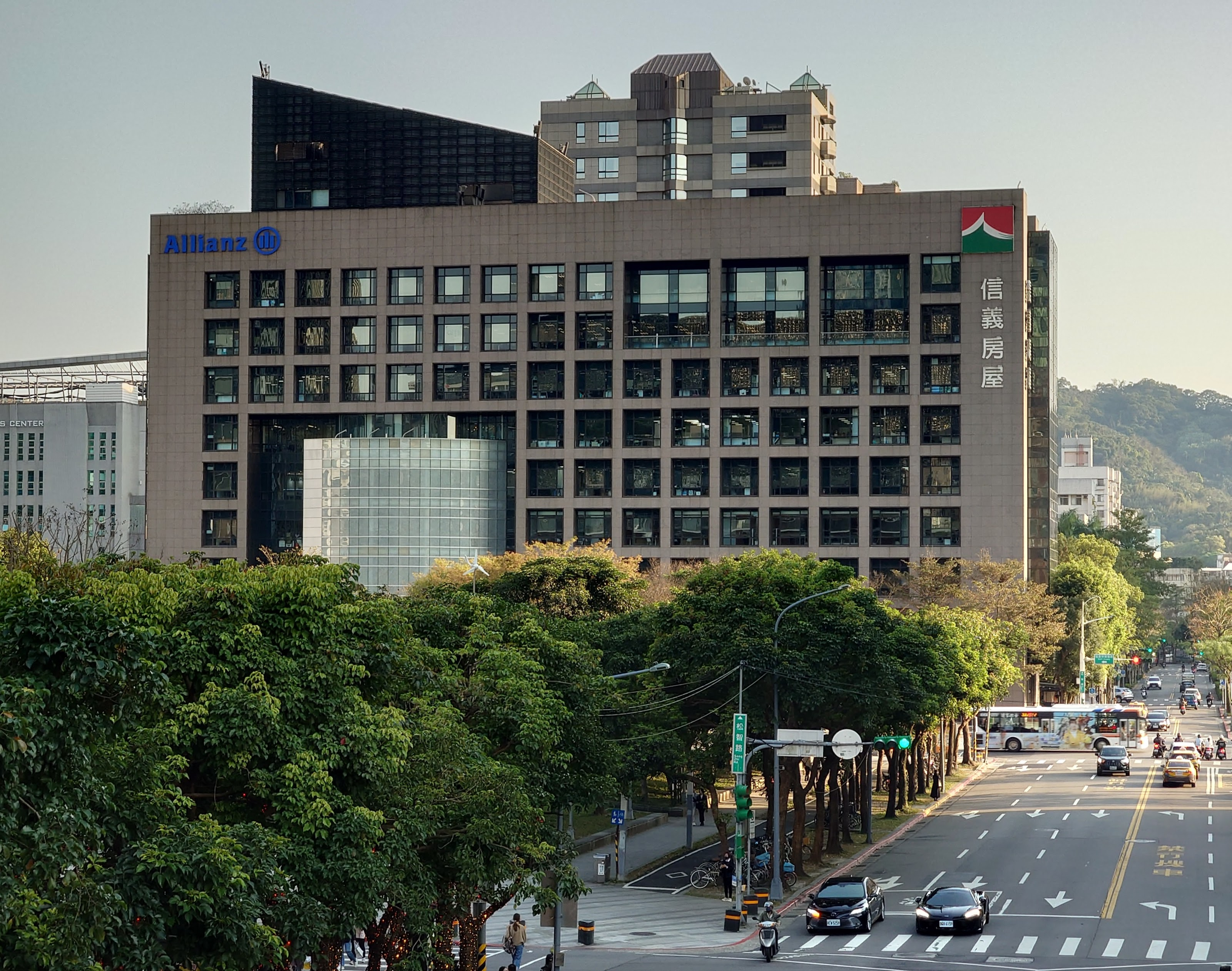
承租信義房屋總部大樓作為安聯人壽的台灣營運總部

安联欧洲股份公司（英語：Allianz SE，/ˈæliənts/ AL-ee-ənts; 德語發音：[aliˈants] ⓘ，FWB：AZ）是全球最大的金融服务集团，亦是德国最大的保险公司，德国股票指数DAX的成分公司，世界500强之一。

## 公司历史
1890年在德国慕尼黑设立总部
历史上著名的承保工程：
- 鐵達尼号
- 旧金山大地震
- 2002年欧洲水灾
- 911恐怖攻擊事件
- 玩命關頭7
- 馬航
- 2018世界足球比賽
- 2021-2028奧運保險合作夥伴

## 董事会
- 董事会主席：迈克尔·狄克曼
- 董事：赫尔穆特·佩雷特

## 集团所属公司和业务
- 安联人寿——人寿保险业务
- 安联财产——财产保险业务
- 裕利安宜——信用保险业务
- 德累斯顿银行——银行业务
- 德累斯顿佳信投资银行（Dresdner Kleinwort）——资本市场和公司理财相关的金融服务
- 安联全球投资者（德盛安联）——资产管理业务
- 太平洋投资管理公司（PIMCO）——资产管理业务，全球最大固定收益投資管理公司
- 国联安基金——资产管理业务

## 東亞區發展歷史

### 中國大陸
中德安联人寿保险有限公司（Allianz China Life Insurance Co., Ltd.），原安联大众人寿保险有限公司，是中国第一家获准开业的欧洲合资寿险公司。中德安联由全球最大保险集团之一的德国安联保险集团和中国中信信托投资有限责任公司合资组建，于1999年1月25日在上海正式开业。
2019年11月8日安聯以10億美元（折合約78億港元），向高盛集团收購泰康人寿的3.9662%股權。完成交易後，安聯將持有3.9662%股權（1.0824億股），而高盛的股權則降至8.5960%（2.3460億股）
2020年1月16日，安联（中国）保险控股有限公司在上海宣布正式开业。它是中国首家外资独资控股的保险公司。

### 香港
1983至86年間，香港安聯成立，初時設於太古城中心的柏嘉商業大廈，後一度遷往灣仔鷹君中心，直至25年後，即2008年，香港安聯才重返太古城中心，現時的辦事處位於太古灣道12號（前稱太古城中心四座）。

### 台灣

#### 壽險
- 1990年起政府陸續開放本土企業籌設保險公司，統一企業集團亦加入戰局，初以「統一人壽」向政府主管機關提出申請，並於其間陸續尋求外資合作夥伴。
- 1995年3月，統一企業集團與英國鷹星保險集團合作設立「統一鷹星人壽保險股份有限公司」（統一鷹星人壽），開始於台灣營業。
- 1999年8月，經過四年多的經營，統一鷹星人壽仍持續虧損，再加上鷹星位於英國的母公司被併購，於是鷹星集團將其持有的股份以每股新台幣3塊多的價格轉讓給德商安聯保險集團。安聯保險集團參股後，統一鷹星人壽更名為「統一安聯人壽保險股份有限公司」（統一安聯人壽）。
- 2002年，統一安聯人壽成為台灣重要的保險領導品牌，主推投資型保單。
- 2007年4月，統一集團以處理非核心事業資產為由，用每股新台幣15元、總金額達新台幣18億元的價格，將集團持有的47%統一安聯人壽股權賣給安聯保險集團。
- 2007年7月1日，統一安聯人壽正式更名為「安聯人壽保險股份有限公司」（安聯人壽〔Allianz Life Taiwan〕）。
- 2016年5月，安聯人壽以象徵性的新台幣1元將在台灣的傳統型保單移轉給台灣人壽，保單準備金新台幣265億元及相對應資產新台幣446億元也一併移轉[3]，但此樁交易案最後並未成交[4]。
- 2017年10月，安聯人壽將前一年度和台灣人壽未能完成的交易，改與中國人壽達成交易，但多出了約新台幣30億元的嫁妝[5]。
- 2018年，金管會通過安聯人壽出售傳統保單事業一案，訂於5月18日完成交割，截至2017年底安聯人壽已蟬聯9年為台灣最大的外商壽險公司[6]。
- 至2025年止，德商安聯股份有限公司SE持股比例：99.734％，其他股東持股比例：0.266%。

#### 產險
- 統一企業集團和安聯保險除了曾合作經營人壽保險業務外，亦曾合股經營產物保險公司「統一安聯產物保險股份有限公司」（統一安聯產險）。統一安聯產險資本額為新台幣20億元，統一和安聯各持股50%，主要由安聯集團負責經營，業務以車險為主。2005年併入新安產險並改名新安東京海上產險。[7]
- 2004年8月，統一企業集團與安聯保險決定將統一安聯產險出售給日系千禧（Millea）控股公司旗下新加坡子公司「千禧亞洲保險公司」（Millea Asia Pte. Ltd.，簡稱Millea Asia），成為日系產險公司的海外子公司，並更名為「新安東京海上產物保險股份有限公司」（新安東京海上產險）[8]。
- 2005年2月，金管會再通過裕隆汽車集團旗下產險公司「新安產物保險股份有限公司」（新安產險）和新安東京海上產險合併案，合併後以新安東京海上產險為存續公司[9]，其中裕隆集團約佔新公司51%持股、千禧亞洲集團約49%；相結合後，新安東京海上產險資本額約為新台幣29.9億元，市佔率約可達7.34%，成為排名台灣第四大的產險公司[10]。

#### 投信
- 安聯集團於1990年以投顧或銀行代理的方式引進旗下的海外基金進入台灣市場銷售
- 於1999年正式在台灣設立德盛安聯投信，在台北設有總公司，另設台中、高雄兩家分公司。
- 2000年在獲得政府的許可後，首次在台灣募集資金，成立首檔以新台幣計價的台股基金（德盛大壩基金）投資台灣股市。
- 2015年底更名為「安聯投信」，目前為台灣前十大基金管理公司之一。[11]